# Gneisenau (1936)
 For alternative betydninger, se Gneisenau. (Se også artikler, som begynder med Gneisenau)
Gneisenau blev bygget i 1936 og var en slagkrydser i den tyske krigsmarine af Scharnhorst-klassen.
Deltog sammen med søsterskibet Scharnhorst i en del operationer, bl.a. et raid i Atlanterhavet og undvigelsen gennem Den Engelske Kanal, Operation Cerberus, februar 1942.
Umiddelbart herefter blev skibet sat ud af spillet af en bombetræffer, mens skibet lå i dok i Kiel. Hele forskibet udbrændte, og krydseren tog ikke længere del i krigen.
Marts 1945 blev skibet sænket og anvendt som blokskib i Gotenhafen/Gdingen, det nuværende Gdynia i Polen.
I Danmark er der på det nu nedlagte Stevnsfortet placeret to pansertårne med hver to 15 cm kanoner stammende fra Gneisenau.
Fortet åbnede 1. juli 2008 som museum.
Kanonerne har tidligere været placeret i et tysk kystbatteri på Fanø for at forsvare indsejlingen til Esbjerg.
Gneisenaus agterste kanontårne, C-tårnet, blev fragtet til Ørland nord for Trondheim i Norge, hvor de blev placeret i et kystbatteri. Se Austrått fort